# Oise Hebdo
Oise Hebdo est un hebdomadaire régional d’informations générales, diffusant dans le département de l'Oise.

## Historique
Il a été créé en 1994 par Vincent Gérard qui est l’actionnaire majoritaire de la société éditrice (Société de Presse de l’Oise).
Il a une diffusion totale payée de 8 015 exemplaires (OJD - DSH 2021).
Depuis sa création, Oise Hebdo a obtenu six « étoiles » de l’OJD qui récompensent, chaque année, les meilleures croissances de diffusion.
Le journal comprenait trois éditions,
- édition Noyon Compiègne Crépy
- édition Clermont Creil Senlis
- édition Beauvaisis Vexin.

Depuis le dernier trimestre 2016, les 3 éditions sont regroupées.
Oise Hebdo emploie 12 journalistes professionnels, à plein temps, et, au total, 21 personnes.
Une des spécificités de cet hebdomadaire est de posséder une évidente liberté de ton[réf. nécessaire].
Consacré à 100 % à l’actualité départementale, Oise Hebdo accorde une place prépondérante aux informations politiques, judiciaires et aux faits divers. Mais la plus grande partie est consacrée à l'actualité des 693 communes du département et à la vie associative des citoyens de l’Oise.
Le journal a également connu un regain de notoriété sur Internet en 2011, liée à ses unes spectaculaires, pouvant être comparées à celles des tabloïds anglais. Les articles et unes provocantes ont conduits le journal à connaître plus d'une trentaine de procès entre sa fondation et 2017.
Depuis 2019, Oise Hebdo a développé son site oisehebdo.fr dont la fréquentation atteint, selon l'ACPM, en moyenne, un million de visiteurs uniques par mois. Ce qui place oisehebdo.fr au deuxième rang de la presse hebdomadaire régionale selon le classement mensuel de l'ACPM. 

## Chiffres de l'OJD
| Titre      | 2010   | 2011   | 2012   | 2013   | 2014   | 2015   | 2016   | 2017   | 2018   | 2019  | 2020  | 2021 |
| ---------- | ------ | ------ | ------ | ------ | ------ | ------ | ------ | ------ | ------ | ----- | ----- | ---- |
| Oise hebdo | 20 315 | 20 602 | 20 009 | 19 192 | 19 603 | 17 666 | 16 852 | 12 707 | 10 908 | 9 742 | 9 047 | 8084 |

## Controverses

### Révélation d'informations personnelles
Le journal est critiqué pour avoir partagé le 6 juillet 2023 les informations personnelles du policier responsable de la mort de Nahel Merzouk. Le ministre de l'Intérieur a annoncé avoir saisi le procureur de la République. La femme du policier et son enfant de 5 ans avaient été placés sous protection dès avant la publication de ces informations . En août 2024, le directeur de l’hebdomadaire est condamné par le tribunal de Compiègne à 4 000 euros d’amende dont 2 000 euros avec sursis. L'hebdomadaire a décidé de faire appel.

### Note du conseil départemental de l'Oise
Le 22 janvier 2025, Oise Hebdo révèle une note interne du conseil départemental de l'Oise visant à « torpiller » son titre . L'entourage de Nadège Lefebvre, présidente du conseil départemental, confirme l’existence de cette note, mais nie toute volonté de nuire à l'organe de presse .